# Farim (sektor)
Farim Sector är en sektor i Guinea-Bissau.   Den ligger i regionen Oio, i den norra delen av landet, 90 km nordost om huvudstaden Bissau.